# Fokker Next Gen
Fokker Next Gen is een Nederlandse fabrikant van passagiersvliegtuigen. Het bedrijf werd in 1997 opgericht als Rekkof Restart (later Rekkof Aircraft) door Jaap Rosen Jacobson, voormalig eigenaar van VLM Airlines, na het faillissement van Fokker Aircraft in 1996. Het oorspronkelijke doel was om de productie van de Fokker 70 en Fokker 100 met enkele verbeteringen weer op te starten. Na meerdere naamswijzigingen - het bedrijf heette ook Next Generation Aircraft en Netherlands Aircraft Company - en meerdere aankondigingen van nieuwe vliegtuigen is het nooit daadwerkelijk tot productie gekomen.

## Geschiedenis
Op 15 maart 1996 ging de Nederlandse vliegtuigfabrikant Fokker Aircraft failliet. Gesprekken met onder andere overnamekandidaat Samsung liepen op niets uit. Bedrijfsonderdeel Fokker Aviation, bestaande uit Elmo, FAS en Special Products, werd na het faillissement overgenomen door Stork. Andere initiatieven werden niet concreet gemaakt. Zo wilde "bedrijvendokter" Jaap Rosen Jacobson, destijds eigenaar van VLM Airlines, reeds in maart 1996 Fokker herstarten, maar ontbrak het hem - ondanks steun van Chinese en Russische vliegtuigfabrikanten - aan het benodigde geld.
Een jaar later kwam het dan toch tot een overname van de restanten van Fokker. In 1997 kocht Rosen Jacobson roerende goederen op het terrein van de voormalige vliegtuigfabrikant op Schiphol-Oost. Ook nam hij een aantal oud-medewerkers van Fokker in dienst en nam hij enkele productieonderdelen over. Tevens wist Rosen Jacobson de hand te leggen op intellectueel eigendom van de vliegtuigfabrikant. Zijn bedoeling was om de productie van Fokker 70- en Fokker 100-vliegtuigen opnieuw op te starten. Hij hernoemde een lege NV naar Rekkof Restart, later Rekkof Aircraft. In november 1997 had het bedrijf 40 orders. Ook waren er contracten gesloten voor de levering van onderdelen.
De kosten voor een fabriek om de vliegtuigen te bouwen, werden geraamd op meer dan € 340 mln. Aangezien financiële instellingen niet bereid bleken om Rosen Jacobson te helpen,  financierde hij het bedrijf volgens het Belgische opinieblad Knack deels via een ingewikkelde constructie met een diamant. Volgens hem zelf speelde de diamant, de Lal Quila, slechts een kleine rol in de financiering. Het oorspronkelijke plan om nieuwe Fokker 70s en Fokker 100s te produceren, kwam niet van de grond. In plaats daarvan werd in 2010 een nieuw vliegtuig aangekondigd, de Fokker 100 NG. Zoals de naam doet vermoeden, werd het vliegtuig wel gebaseerd op de Fokker 100. Demissionair minister Maria van der Hoeven van Economische Zaken stelde een ontwikkelingskrediet van € 20 mln ter beschikking. Op 10 maart 2010 werd dit Civiel Vliegtuig Ontwikkelkrediet overhandigd aan Rosen Jacobson. Volgens het bedrijf zelf, dat inmiddels Next Generation Aircraft heette, werd de toezegging van het krediet in november 2010 goedgekeurd door de "Europese Mededingingsautoriteit".
| Na het faillissement van Fokker in 1996 nam Stork Fokker Aviation over dat werd ondergebracht onder Stork Aerospace. Stork werd in 2008 overgenomen door de Britse investeerder Candover. In 2009 werd de naam Stork Aerospace gewijzigd in Fokker Aerospace. In 2011 werd Stork verkocht aan Arle Capital omdat Candover in zwaar weer verkeerde. Een jaar later werd Fokker Aviation losgekoppeld van Stork en hernoemd naar Fokker Technologies. In 2015 werd Fokker Technologies verkocht aan GKN.
Op 31 augustus 2011 werd het 100-jarig jubileum van de eerste Fokker gevierd. Directeur Maarten van Eeghen kondigde tijdens het evenement aan dat er "over twee jaar" een prototype klaar zou zijn. Het nieuwe vliegtuig zou een capaciteit hebben van 120 passagiers en het energiezuinigste toestel in zijn soort zijn. Het nieuwe vliegtuig zou Fokker 120 gaan heten. In 2015 werden verdere aanpassingen aangekondigd, waaronder een uitbreiding van de capaciteit naar 130 passagiers. De nieuwe versie zou Fokker 130 gaan heten.  In het voorjaar van 2021 nam Rosen Jacobson de vliegtuigonderhoudsbedrijven Fokker Techniek en Fokker Services over van GKN Aerospace. Drie andere voormalige Fokker-onderdelen bleven eigendom van GKN Aerospace.
In 2023 werden plannen aangekondigd voor een vliegtuig op waterstof. Het vliegtuig zou gebaseerd worden een geheel nieuw ontwerp en moet in 2035 op de markt gebracht worden. Samen met onder andere Fokker Services en Rolls-Royce gaat Fokker Next Gen een bestaande Fokker 100 ombouwen. De testvlucht met dat demonstratievliegtuig moet in 2027 gaan plaatsvinden.
Op 31 juli 2023 overleed oprichter Rosen Jacobson aan de gevolgen van een hersenbloeding.